# Run Away with Me
Run Away with Me – piosenka kanadyjskiej piosenkarki Carly Rae Jepsen wydana w 2015 jako singel promujący jej album Emotion.
Jepsen wykonała piosenkę na żywo po raz pierwszy podczas koncertu w Pekinie 1 maja 2015. W czerwcu nagranie zostało zaprezentowane w jednej z hiszpańskich rozgłośni radiowych, a 17 lipca 2015 ukazało się oficjalnie jako drugi singel z płyty Emotion. Choć utwór nie osiągnął dużego sukcesu na listach przebojów, to otrzymał bardzo dobre recenzje i jest często uważany za jeden z najlepszych na albumie Emotion. Teledysk do piosenki wyreżyserował ówczesny chłopak piosenkarki, David Kalani Larkins. Klip został nagrany w Paryżu, Nowym Jorku i Tokio.

## Lista ścieżek
- Digital download (Remixes)[6]

1. „Run Away with Me” (ASTR Remix) – 5:33
2. „Run Away with Me” (Cyril Hahn Remix) – 4:52
3. „Run Away with Me” (Y2K Remix) – 4:28
4. „Run Away with Me” (Cardiknox Remix) – 4:21
5. „Run Away with Me” (Liam Keegan Remix) – 4:11
6. „Run Away with Me” (Velvet Sunrise Remix) – 3:46

- Digital download (Remixes, Pt. 2)[7]

1. „Run Away with Me” (Patrick Stump Remix) – 4:10
2. „Run Away with Me” (Ayokay Remix) – 3:31
3. „Run Away with Me” (EMBRZ Remix) – 4:39

## Pozycje na listach przebojów
| Kraj                                | Pozycja | Certyfikat    |
| ----------------------------------- | ------- | ------------- |
| Australia (ARIA Charts)             | 100     |               |
| Irlandia (IRMA)                     | 82      |               |
| Kanada (Billboard Canadian Hot 100) | 83      |               |
| Wielka Brytania (UK Singles Chart)  | 58      | srebrna płyta |